# Eustrotia mesosecta
Eustrotia mesosecta är en fjärilsart som beskrevs av Dyar 1920. Eustrotia mesosecta ingår i släktet Eustrotia och familjen nattflyn. Inga underarter finns listade i Catalogue of Life.